# Кортнер, Фриц
Фриц Кортнер (нем. Fritz Kortner, настоящее имя Фриц Натан Кон (нем. Fritz Nathan Kohn); 12 мая 1892, Вена — 22 июля 1970, Мюнхен) — австрийский и немецкий актёр еврейского происхождения, режиссёр театра и кино, сценарист.

## Биография
Родился в семье венского часовщика и ювелира. Учился в Венском университете музыки и исполнительского искусства. В 1911 году вошел в берлинскую труппу Макса Рейнхардта, в 1916 году — в труппу Леопольда Йесснера. В 1915 году появился на киноэкране, активно снимался в фильмах Гарри Пиля, а также Фридриха Вильгельма Мурнау, Роберта Вине, Георга Вильгельма Пабста и др.
В театре играл в драмах Шекспира Гамлет, Отелло, Венецианский купец), Бюхнера (Смерть Дантона).
После прихода нацистов к власти Кортнер эмигрировал в Великобританию (1933), затем в США (1937). В 1949 году вернулся в Германию, продолжил работу актера и режиссёра.
Почётная премия немецкого кино (1966).
Сыграл более 90 ролей в кино, нередко исполнял роли русских в костюмных исторических драмах, а также в инсценировках романов Достоевского. Один из первых режиссёров-постановщиков драм Беккета.
Оставил книгу воспоминаний «Каждый вечер» (1959, многократно переиздавалась).
Среди учеников Кортнера — Петер Штайн.

## Театральные постановки
- 1949: Отец А. Стриндберга

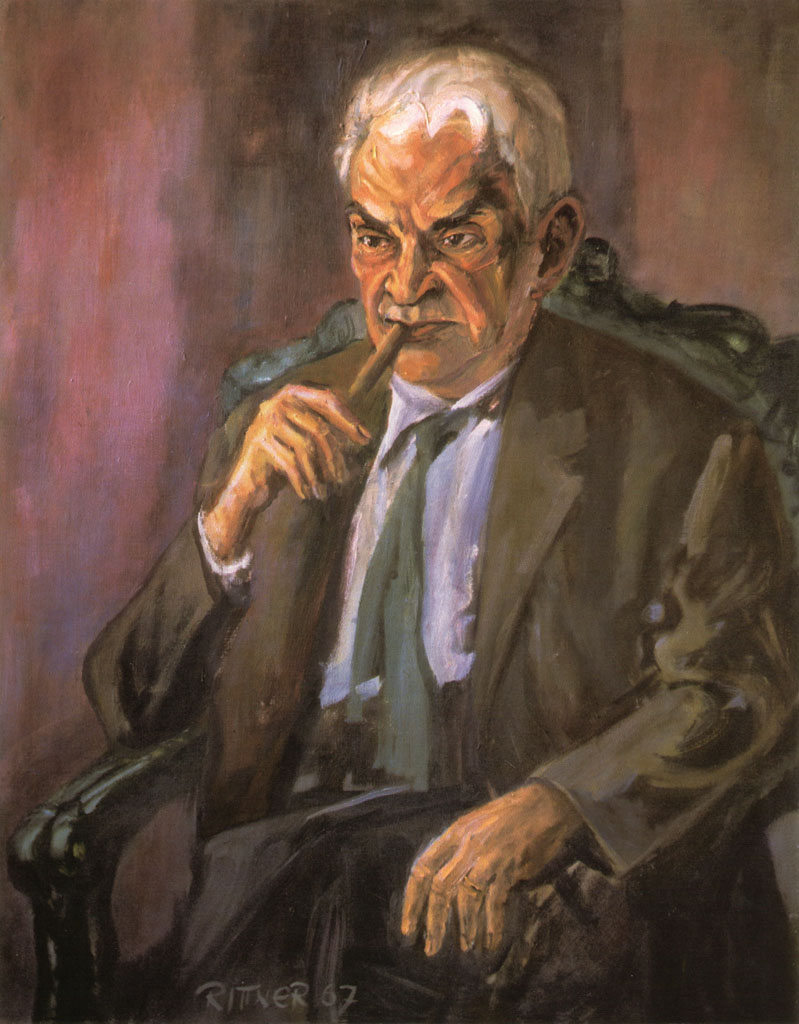
Гюнтер Ритнер. Портрет Фрица Кортнера, 1967

- 1951: Минна фон Барнхельм Г. Э. Лессинга
- 1953: Привидения Ибсена
- 1954: В ожидании Годо Беккета
- 1961: Тимон Афинский Шекспира
- 1962: Отелло Шекспира
- 1963: Ричард III Шекспира
- 1963: Леонс и Лена Бюхнера
- 1965: Коварство и любовь Шиллера

## Фильмография

### Режиссёр
- Der brave Sünder (1931, по пьесе В. Катаева «Растратчики»)
- Die Sendung der Lysistrata (1961, по Аристофану, телефильм)
- Леонс и Лена / Leonce und Lena (1963, по Бюхнеру, телефильм)
- Буря / Der Sturm (1969, по Шекспиру, телефильм)

### Актёр
- Satanas (1920, Ф. Мурнау)
- Ночь королевы Изабеллы / Die Nacht der Königin Isabeau (1920, Р. Вине)
- Братья Карамазовы / Die Brüder Karamasoff (1921, Карл Фрёлих, по Достоевскому)
- Hintertreppe (1921, Леопольд Есснер, Пауль Лени)
- Луиза Миллер / Luise Millerin (1922, Карл Фрёлих, по Шиллеру)
- Нора / Nora (1923, Бертольд Фиртель, по Ибсену)
- Тени / Schatten (1923, А. Робисон)
- Руки Орлака / Orlacs Hände/ Руки Орлака (1924, Р. Вине)
- Мария Стюарт / Maria Stuart (1927, Леопольд Есснер, Фридрих Фехер)
- Мата Хари / Mata Hari (1927, Фридрих Фехер)
- Маркиз д’Эон, шпион Помпадур / Marquis d’Eon, der Spion der Pompadour (1928, Карл Грюне)
- Die Büchse der Pandora/ Ящик Пандоры (1929, Г. В. Пабст, по Ведекинду)
- Женщина, которая желанна / Die Frau, nach der man sich sehnt (1929, Курт Бернхардт)
- Das Schiff der verlorenen Menschen (1929, Морис Турнёр)
- Der Andere (1930, Р. Вине)
- Дрейфус / Dreyfus (1930, Рихард Освальд)
- Убийца Дмитрий Карамазов / Der Mörder Dimitri Karamasoff (1931, Фёдор Оцеп, по Достоевскому)
- Abdul the Damned (1935, Карл Грюне)
- The Strange Death of Adolf Hitler (1943, Джеймс Хогэн)
- Где-то в ночи / Somewhere in the Night (1946, Джозеф Манкевич)
- Кровавые деньги / The Brasher Doubloon (1947, Джон Брам)
- Берлинский экспресс / Berlin Express (1948, Жак Турнёр)
- Der Ruf (1949, Йозеф фон Баки)
- Barbe-Bleue (1951, Кристиан-Жак)
- Венецианский купец / Der Kaufmann von Venedig (1968, Отто Шенк, по Шекспиру)

## Образ в кино
- «„Еврей Зюсс“ – фильм как преступление?» (Германия, 2001), режиссёр Хорст Кёнигштайн[нем.], в роли Барлога — Йоахим Пауль Ассбёк[нем.]